# Maurizio Lobina
Maurizio Lobina, född 30 oktober 1973 i Asti, är en italiensk musiker mest känd som keyboardist i eurodancegruppen Eiffel 65.
Som medlem i Eiffel 65 slog de igenom internationellt med debutalbumet Europop (1999) och hiten "Blue (Da Ba Dee)", vars melodislinga Lobina komponerade. Han var dessförinnan medlem i gruppen Vitanova men lämnade för att de andra inte tyckte om dancemusik. "1991 träffade jag Roberto Molinaro tack vare några gemensamma flickvänner", säger Lobina. "han var en aspirant DJ och producent och jag var en aspirant musiker och producent. Så snart han såg mig spela piano bad han mig flera gånger att komma med honom till en ny studio i Turin. Jag pratade med bandet men de gillade inte dancemusik; de föredrar rock- eller popmusik. Hur som helst, ingen av dem stoppade mig."
Efter Eiffel 65s upplösning i mars 2005 lämnade Lobina och Gianfranco Randone skivbolaget Bliss Corporation och bildade tillsammans Bloom 06. De har givit ut albumen Crash Test 01 (2006) och Crash Test 02 (2008).

## Diskografi

### Album medEiffel 65
- 1999 - Europop
- 2001 - Contact!
- 2003 - Eiffel 65

### Album medBloom 06
- 2006 - Crash Test 01
- 2008 - Crash Test 02